# Sevin Sins
Sevin Sins je debutové EP americké zpěvačky a bývalé WWE Divy Marii Kanellis. Bylo vydáno exkluzivně 13. dubna 2010 na U.S. iTunes Store.

## Informace
28. ledna 2010 oznámila Maria na svém blogu na WWE.com, že vydává své první album, Sevin Sins, 13. dubna. Odhalila, že první singl se jmenuje "Fantasy". Maria byla ze svého WWE kontraktu propuštěna 26. února 2010. Den poté, v rozhovoru pro XM Satellite Radio, Maria řekla, že jedním z důvodem jejího odchodu bylo to, že se chce věnovat jiným projektům, konkrétně Sevin Sins. Magazín The Sun informoval, že nahrávka je inspirována Mariiným rozchodem s jejím bývalým kolegou CM Punkem. EP bylo vydáno 13. dubna 2010.

## Seznam písní
| Pořadí | Název               | Text                                                         | Délka |
| ------ | ------------------- | ------------------------------------------------------------ | ----- |
| 1.     | Alice in Wonderland | Maria Kanellis, Joy Valencia, Alejandro Valencia, Rene Garza | 3:03  |
| 2.     | Fantasy             | Kanellis, Mark Lonsway, A. Valencia, Garza                   | 4:28  |
| 3.     | Change Your Mind    | Kanellis, Lonsway, A. Valencia, Garza                        | 3:26  |
| 4.     | Sevin Sins          | Kanellis, J. Valencia, A. Valencia, Garza                    | 3:38  |

## Personál
- Maria Kanellis – zpěv
- Rene Garza – producent, mixer
- Enrique „Bugs“ Gonzalez – bubny
- Jose Gurria – doplňkové bubny
- Vivi Rama – basa
- Alejandro Valencia – producent, mixer
- Joy Valencia – vokálový producent
- Simone Vitucci – cello